# Những biểu tượng hòa bình
Một trong những biểu tượng hòa bình được sử dụng trong nhiều nền văn hóa, nhiều hoàn cảnh và cổ xưa nhất là nhánh ô liu, xuất hiện trong văn hóa Hy Lạp cổ đại. Ngoài ra, chúng ta còn có nhiều biểu tượng khác như bồ câu trắng, ký hiệu V, Shalom, Š-L-M và cờ hòa bình.